# Luca Percassi
Luca Percassi (Milano, 25 agosto 1980) è un dirigente d'azienda ed ex calciatore italiano di ruolo difensore, amministratore delegato dell'Atalanta.

## Carriera

### Carriera da giocatore
Percassi è cresciuto nelle giovanili dell'Atalanta, prima di firmare per il Chelsea all'età di 17 anni insieme al centrocampista Samuele Dalla Bona. A differenza di Dalla Bona, però, fatica a sfondare in prima squadra, collezionando solo due presenze, entrambe da subentrato, grazie alle quali vince comunque la FA Cup 1999-2000. Nell'ottobre del 2000 passa al Monza a parametro zero, poi dopo 5 presenze in Serie B ed altrettante in Serie C1 con il club brianzolo si trasferisce all'Alzano (club bergamasco di Serie C1, con cui gioca solamente 2 partite in mezza stagione di permanenza) e successivamente, nel gennaio del 2003, allo Spezia, dove rimane fino al termine della stagione 2003-2004, giocando ulteriori 4 partite in Serie C1 (più una partita in Coppa Italia).
Nel 2004 si ritira dal calcio per dedicarsi all'imprenditoria, seguendo le orme del padre Antonio Percassi.

### Imprenditoria
Nel giugno del 2010 il padre ha acquisito dalla famiglia Ruggeri la società calcistica Atalanta, società in cui Luca Percassi è cresciuto calcisticamente. Quest'ultimo in seguito ne è diventato amministratore delegato.
Il 5 febbraio 2022 è diventato vicepresidente della Lega Calcio.